# Galiceno
Galiceno – rasa koni, która rozwinęła się w Meksyku na początku XVI wieku z koni przywiezionych do Ameryki przez Hernando Cortéza. Galiceno powstał na bazie hiszpańskiego galiciana, portugalskiego garrano z domieszką rasy sorraia.

## Użytkowanie
Kuc nadaje się do pracy pod siodło, w polu, jako zwierzę juczne i pociągowe. Był użytkowany przez meksykańskich kowbojów. Galiceno są spokojne i łatwe do wytrenowania. Posiadają szybką, wygodną akcję. Ze względu na rozmiary rasa bywa uważana za małego konia, a nie kuca.